# Кланец при Комну
Кланец при Комну (словен. Klanec pri Komnu, итал. Clanzi in Valle) је насељено место у општини Комен, Обално-крашка регија, Словенија.

## Историја
До територијалне реорганизације у Словенији био је у саставу старе општине Сежана.

## Становништво
У попису становништва из 2011. године, Кланец при Комну је имао 39 становника.
| Број становника према пописима | Број становника према пописима | Број становника према пописима |
| ------------------------------ | ------------------------------ | ------------------------------ |
| 1991                           | 2002                           | 2011                           |
| 54                             | 48                             | 39                             |

Напомена: До 1953. исказивано под именом Кланец.